# Ai Yoshikawa
Ai Yoshikawa (吉川 愛 Yoshikawa Ai?) (Katsushika, 28 de octubre de 1999) es una actriz infantil japonesa. 

## Carrera
Anteriormente representada por la agencia Moon the Child. 
Sus apariciones en televisión incluyen  Oh! My Girl!!, Hanayome to Papa y Yamada Taro Monogatari. 
Se retiró de la industria del entretenimiento en abril de 2016 y regresó en abril de 2017 con el nombre artístico de Ai Yoshikawa (吉川 愛 Yoshikawa Ai?). Actualmente es representada por Ken-On.

## Filmografía

### Televisión
| Año        | Título                                       | Personajes            | Cadena   |
| ---------- | -------------------------------------------- | --------------------- | -------- |
| 2007       | Shinigami no Ballad                          | Daniel                | TV Tokyo |
| 2007       | Hanayome to Papa                             | Aiko (joven)          | Fuji TV  |
| 2007       | Yamada Taro Monogatari                       | Yamada Itsuko         | TBS      |
| 2007       | Hotaru no Hikari Temporada 1                 | Hotaru (joven) (Ep1)  | NTV      |
| 2007       | Wachigaiya Itosato                           |                       | TBS      |
| 2008       | Osen                                         | Yuri (Ep5)            | NTV      |
| 2008       | Tomorrow                                     | Invitada (Ep1)        | TBS      |
| 2008       | Oh! My Girl!!                                | Anne Sakurai          | NTV      |
| 2008       | Kurosagi                                     |                       | TBS      |
| 2009       | Mei-chan no Shitsuji                         | Mamahara Miruku       | Fuji TV  |
| 2009       | Gyne                                         | Tokumoto Yumi         | NTV      |
| 2009       | Saka no Ue no Kumo                           | Masaoka Ritsu (joven) | NHK      |
| 2010       | Hagane no Onna Temporada 1                   | Marii Kikuta          | TV Asahi |
| 2010       | Reinoryokusha Odagiri Kyoko no Uso           | Kikukawa Sayo (Ep2)   | TV Asahi |
| 2010       | Perfect Report                               | Invitada (Ep5)        | Fuji TV  |
| 2011       | Hagane no Onna Temporada 2                   | Marii Kikuta          | TV Asahi |
| 2012       | Beautiful Rain                               | Nako Matsuyama        | Fuji TV  |
| 2012       | Resident~5-nin no Kenshui                    | Maya Saito (Ep3)      | TBS      |
| 2012       | Legal High Temporada 1                       | Yasunaga Mei (Ep8)    | Fuji TV  |
| 2012       | Family Song (Kazoku no Uta)                  | Haruna (Ep4)          | Fuji TV  |
| 2013       | Yakou Kanransha                              | Murata Shiho          | TBS      |
| 2013       | Amachan                                      | Takahata Alisa        | NHK      |
| 2013       | Sennyu Tantei Tokage                         | Kanon Shida (Ep2)     | TBS      |
| 2013       | Umi no Ue no Shinryoujo                      | Shirai Miwa (Ep8)     | Fuji TV  |
| 2014       | Dososei                                      | young Akehi           | TBS      |
| 2015– 2016 | Minami-kun no Koibito:The Lover              | Horikiri Asuka        | Fuji TV  |
| 2015       | Utsukushiki Wana                             | Miu Kashiwagi         | TBS      |
| 2015       | Transit Girls                                | Mirai Kadowaki        | Fuji TV  |
| 2015       | Yonimo Kimyona Monogatari: 2015 Fall Special | Hazuki Hatsuno        | Fuji TV  |
| 2016       | Kensatsu Jimukan Kuro Yuri                   | Sayaka Kurosaka       | TBS      |
| 2017       | My Lover's Secret                            | Karin Uranishi        | NTV      |

### Cine
| Año  | Título                                         | Personajes                 |
| ---- | ---------------------------------------------- | -------------------------- |
| 2006 | Hanada Shonenshi - Yuurei to Himitsu no Tunnel |                            |
| 2007 | Sakuran                                        |                            |
| 2008 | Ano sora wo oboeteru                           |                            |
| 2012 | Himitsu no Akko-chan                           | Akko a los 10 años de edad |
| 2013 | Roommate                                       | Pequeña Harumi             |